# Cheap Thrills
Cheap Thrills és el segon àlbum d'estudi de la banda de rock nord-americana Big Brother and the Holding Company. Va ser el seu darrer àlbum amb Janis Joplin com a cantant principal abans de començar una carrera en solitari. En el cas de Cheap Thrills, la banda i el productor John Simon va incorporar enregistraments de so en directe per donar la impressió d'un àlbum en directe, que va portar confusió als oients. Només la cançó final va ser gravada en directe, una versió de "Ball and Chain" (al The Fillmore de San Francisco).
Cheap Thrills va assolir el número 1 al Billboard 200 dels Estats Units durant vuit setmanes no consecutives el 1968, i va ser classificat en el lloc 338 dels 500 millors àlbums de tots els temps segons Rolling Stone.
Va ser certificat doble disc de platí per la RIAA que acrediten 2 milions de còpies venudes.
El 21 de març de 2013, la Biblioteca del Congrés dels Estats Units va considerar que l'àlbum era "cultural, històrica o estèticament significativa" i, per tant, es va conservar en el Registre Nacional d'Enregistrament.

## Disseny de la portada
La portada del disc, ilustrada per Robert Crumb, ha estat considerada una de les millors de la música rock. Crumb va cobrar 600$ per fer-la. Una quantita força elevada per a l'època. Més tard va ser subhastada a Shotheby's el 1988 per 21.000$. Quan Crumb va rebre l'encarrec feia poc més d'un any que s'havia establert a San Francisco, provinent d'un periple per New York, Chicago, i Detroit, en el que l'únic objectiu era gaudir de les bondats lisèrgiques del LSD. Tot i que coincidia en aquest aspecte amb la majoria de grups de l'època, no li agradava la música pop i psicodèlica que feien; "Jo tenia poc o cap interès per això. Vaig pensar que havia trobat una música molt més real, que provenia del cor de la cultura de la gent, però que havia estat esborrada pels mitjans de comunicació i el comercialisme." (referint-se al blues).
Tot i així, va fer una excepció amb Janis Joplin, ja què van conneectar pel seu amor mutu per la música antiga de Blues: "Encara no era coneguda nacionalment. Recordo que l'havia vist a l'Avalon Ballroom i de seguida vaig veure que tenia una veu excepcional i que arribaria lluny. Va començar cantant blues antic com Bessie Smith".
El portal web AllMusic defineix la portada de l'àlbum com "un clàssic pop art que rivalitzava amb la de ’Sgt Pepper' dels Beatles".

## Crítiques musicals
John Hardin, de la revista Rolling Stone, va criticar el disc per estar a l'alçada del seu títol i ser simplement satisfactori. Va trobar un enregistrament mal produït, que Janis Joplin no estava en el seu millor moment de veu i que estava per sota de la mitjana dels àlbums de l'any. El crític Robert Christgau va ser més entusiasta en la seva columna per Esquire i el va anomenar el "primer esforç físicament respectable" de Big Brother, ja que "no només aprofita la veu baixa de Janis, sinó que també li fa justícia als seus músics que sempre han estat subestimats". En la seva votació dels millor àlbums de 1968 per a la revista Jazz & Pop el va classificar en al tercera posició.

En una revisió retrospectiva escrita en la dècada de 2000, William Ruhlmann de AllMusic va qualificar Cheap Thrills com el "millor moment" de Joplin i va dir que sona com "una càpsula del temps i segueix sent un aparador per a una de les cantants més distintives del rock ". Paul Evans va escriure a The Rolling Stone Album Guide (2004) que el disc personifica el rock àcid "en tota la seva glòria desordenada i pseudo psicodèlica ". També figura al llibre 1001 àlbums que has d'escoltar abans de morir de Robert Dimery L'àlbum va quedar classificat el 163º millor àlbum de la dècada de 1960 per Pitchfork.

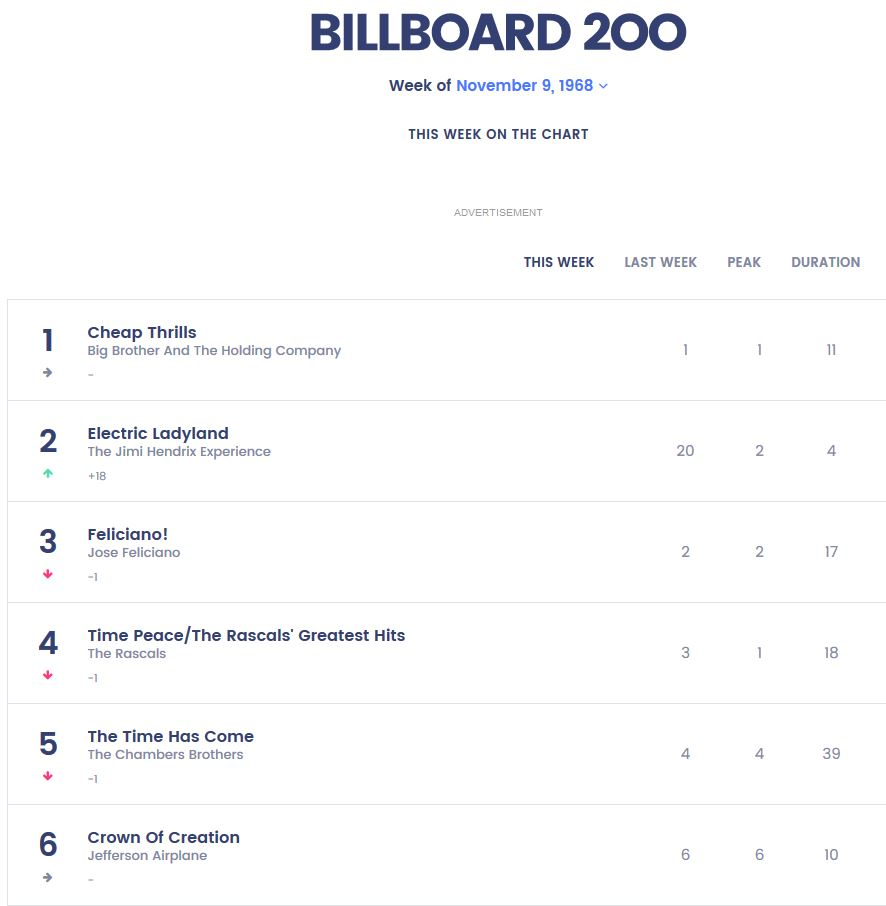
Cheap Trills, Billboard Nov 1968

## Llista de cançons
| 1. | «Combination of the Two» | Sam Andrew                                    | 5:47 |
| 2. | «I Need a Man to Love»   | Andrew, Janis Joplin                          | 4:54 |
| 3. | «Summertime»             | George Gershwin, Ira Gershwin, DuBose Heyward | 4:01 |
| 4. | «Piece of My Heart»      | Bert Berns, Jerry Ragovoy                     | 4:15 |

| 1. | «Turtle Blues»   | Joplin                                                | 4:22 |
| 2. | «Oh, Sweet Mary» | Peter Albin, Andrew, David Getz, James Gurley, Joplin | 4:16 |
| 3. | Sense títol      | Big Mama Thornton                                     | 9:02 |

| 8.  | «Roadblock» (Studio outtake)                                               |                | 5:31 |
| 9.  | «Flower in the Sun» (Studio outtake)                                       | Sam Andrew     | 3:04 |
| 10. | «Catch Me Daddy» (Live at The Grande Ballroom, Detroit, MI, March 2, 1968) |                | 5:32 |
| 11. | «Magic of Love» (Live at The Grande Ballroom, Detroit, MI, March 2, 1968)  | Mark Spoelstra | 3:58 |

## Músics
Big Brother and the Holding Company
- Janis Joplin - veus
- Sam Andrew - veus, guitarra, baix
- James Gurley - guitarra
- Peter Albinbaix - guitarra a 'Oh, Sweet Mary'
- Dave Getz - bateria